# Suzuki Tux
La Suzuki TU X est un petit modèle de moto. En France, elle a été déclinée en deux cylindrées, 125 (appelée TU 125 X ou TU 125 Super Classic) et 250 cm³ (appelée TU 250 X Volty).

## Description
D'une esthétique rétro, la TU reste une moto discrète, avec un gabarit en adéquation avec ses prétentions. C'est une alternative mieux équipée à sa sœur, la Suzuki 125 GN. Elle offre une bouille plus rondouillarde, une présentation plus soignée avec une selle bicolore.
La TU reste une machine agréable à utiliser sur les routes départementales, bien que son terrain de prédilection soit plutôt la ville. Son poids de 105 ou de 125 kg, respectivement pour la 125 et la 250, est placé bas, ce qui rend la moto très maniable.
Les deux modèles utilisent un moteur monocylindre quatre temps. La 250 cube réellement 249 cm³, avec des cotes moteur de 72 mm d'alésage pour 61,2 mm de course.
 
Les puissances délivrées restent relativement modestes, la 125 étant annoncée pour 10,2 chevaux à 9 000 tr/min lorsque sa grande sœur 250 en donne le double, soit 20 chevaux à 7 500 tr/min. Le couple de la 250 est de 2,1 mkg à 6 000 tr/min.
Le cadre est un classique simple berceau fixé directement sur le bas du carter.
Le freinage est jugé un peu juste par les utilisateurs. Il est confié à un disque à l'avant, de 220 ou 275 mm de diamètre, et à un tambour de 130 mm à l'arrière.
Le réservoir de 12 litres permet des évasions de presque 350
kilomètres.
La 250 est plus lourde de 20 kg, mais affiche une vitesse de pointe supérieure : 130 km/h. Elle est vendue 3 733 €.